# Damalis marginata
Damalis marginata là một loài ruồi trong họ Asilidae. Damalis marginata được Wulp miêu tả năm 1872.